# Дуван, Яков Вениаминович
Я́ков Вениами́нович Дува́н (26 марта [7 апреля] 1842, Евпатория, Таврическая губерния — 1901, Санкт-Петербург) — караимский учёный и педагог, автор первого караимского катехизиса на русском языке.

## Биография
Родился 26 марта (7 апреля) 1842 года в Евпатории в семье торговца хлебом. Мать — Беруха Абрамовна Луцкая, дочь караимского богослова и поэта Авраама Иосиф-Соломоновича Луцкого. Отец умер, когда Яков был ещё ребёнком. Младший брат — Шаббетай Вениаминович Дуван (1845—1928), в будущем стал известным на юге России юристом и адвокатом. 
В возрасте 6 лет поступил в школу своего деда А. И.-С. Луцкого. Во время Крымской войны семья Дуванов была вынуждена переселиться в Перекоп, где Яков продолжил своё обучение у одного из учеников деда. Через год Дуваны переезжают в Екатеринослав, где к тому времени Авраам Луцкий открыл собственный мидраш, который снова стал посещать Яков Дуван. Там же он поступил в русское начальное училище. В 1857 году вместе с семьёй возвратился в Евпаторию и продолжил совершенствоваться в древнееврейском языке у караимских учёных Исаака Султанского и Юфуды Савускана. В 1862 году устроился учителем древнееврейского языка в одесском караимском мидраше,  проработав там в течение шести лет. Из Одессы перебрался в Санкт-Петербург, где стал готовиться к поступлению в университет, но, занявшись торговлей, разоряется, после чего вновь посвящает себя учительству. Несколько лет преподавал караимское вероучение учащимся караимам в средних школах Санкт-Петербурга и иногда исполнял обязанности газзана местной караимской общины. Вместе с М. С. Сарачем осуществил редакцию текста учебника древнееврейского языка И. И. Казаса «Лерегель Гайладим», изданного в 1869 году.
В 1889 году написал караимский катехизис, изданный на русском языке в 1890 году в Санкт-Петербурге под названием «Катехизис. Основы караимского закона. Руководство к обучению Закону Божию караимского юношества» (др.-евр. ספר יסודי דת הקראים ללמד לנערי בני מקרא‬ Книга основ вероучения караимов для преподавания юношам сыновей Священного Писания). При составлении книги Я. В. Дуван брал за образец еврейский и немецкий катехизисы, а также катехизис митрополита Филарета. Катехизис снабжён краткими караимским молитвами на древнееврейском языке с русским переводом. 
Я. В. Дуваном была составлена автобиография, отрывки из которой опубликованы в 1911 году в журнале «Караимская жизнь». 
Умер в 1901 году в Санкт-Петербурге.